# Чепіль Марія Миронівна
Марія Миронівна Чепіль (23 жовтня 1961, с. Гірське Миколаївський район Львівської область) — відомий учений, педагог, організатор науково-педагогічної справи. Доктор педагогічних наук, професор, академік АН вищої освіти України, завідувач кафедри загальної педагогіки та дошкільної освіти Дрогобицького державного педагогічного університету імені Івана Франка.
член Наукової ради Центру Східної Європи Університету Марії Кюрі-Склодовської в Любліні (з 2013). Заслужений діяч науки і техніки України (2017).
Координатор міжнародного товариства Montessori Research Europe (Mo.Re) в Україні.
Головний редактор збірника наукових праць ДДПУ імені Івана Франка «Людинознавчі студії. Серія „Педагогіка“, член редколегій 5 наукових видань в Україні і 2 за рубежем.
Під її керівництвом підготовлено 1 доктора і 20 кандидатів педагогічних наук.

## Біографія
Закінчила з відзнакою Самбірське культурно-освітнє училище (1979) і Київський інституті культури імені О. Корнійчука (1986). За період трудової діяльності пройшла шлях професійного становлення, пов'язаний із системою позашкільної та вищої освіти. З 1992 р. працює у Дрогобицькому державному педагогічному університеті імені Івана Франка.
Кандидатська дисертація: „Клубна аматорська діяльність як фактор формування у підлітків потреби в читанні“ (1993).
Докторська дисертація: „Теорія і практика формування національної свідомості дітей та молоді Галичини (1848—1939 рр.)“ (2002).
Доцент (1998). Професор (2003). Академік Академії наук вищої освіти України (2012).
Член експертної ради з освіти при ДАК з ліцензування та акредитації вищих навчальних закладів І — IV рівнів акредитації МОН України (2011—2014).
Керівник 11 міжнародних проектів, стипендіальних програм і грантів, які отримали викладачі та аспіранти кафедри.
Під керівництвом професора М. М. Чепіль захищено 20 кандидатських і 1 докторську дисертації. М. М. Чепіль — авторка близько 300 наукових публікацій, серед них 24 монографії і розділів монографій, 32 збірники наукових праць, 26 навчальних і методичних посібників.

## Основні праці
- Чепіль М. М. Теорія і практика формування національної свідомості дітей та молоді Галичини (друга половина ХІХ — перша третина ХХ ст.): монографія / М. М. Чепіль. — Дрогобич: Відродження, 2001. — 503 с.
- Чепіль М. М. Антін Лотоцький — педагог, громадський діяч (1881—1949): монографія / М. М. Чепіль, Н. З. Дудник. — Дрогобич: Редакційно-видавничий відділ Дрогобицького державного педагогічного університету імені Івана Франка, 2008. — 264 с.
- Чепіль М. М. Підготовка вчителя трудового навчання: історія, реалії та перспективи: монографія / М. М. Чепіль, А. В. Федорович. — Дрогобич: Редакційно-видавничий відділ ДДПУ імені Івана Франка, 2008. — 240 с.
- Чепіль М. М. Теорія і практика формування творчої особистості підлітків у позакласній виховній роботі (друга половина ХХ — початок ХХІ ст.): монографія

/ М. М. Чепіль, А. Б. Возняк. — Дрогобич: Редакційно-видавничий відділ ДДПУ імені Івана Франка, 2009. — 288 с.
- Чепіль М. М. Підручник як чинник родинного виховання молодших школярів у Західній Україні (1919—1939 рр.): монографія / М. М. Чепіль, Л. Г. Стахів. — Дрогобич: Редакційно-видавничий відділ ДДПУ імені Івана Франка, 2010. — 356 с.
- Chepil M. Ciernistą drogą. : Wychowanie narodowe dzieci i młodzieży ukraińskiej w Galicji i II Rzczypospolitej (1848—1939): monografia / Mariya Chepil. — Lublin: Lubelskie Towarzystwo Naukowe, 2011—444 s.
- Чепіль М. Естетичне виховання підлітків у позакласній роботі (друга половина ХХ — початок ХХІ ст.): монографія / Марія Чепіль, Ірина Паласевич. — Дрогобич: Редакційно-видавничий відділ Дрогобицького державного педагогічного університету імені Івана Франка, 2012. — 290 с.
- Чепіль М. Педагогічні погляди та культурно-освітня діяльність Івана Филипчака: монографія / Марія Чепіль, Галина Савчин. — Дрогобич: Редакційно-видавничий відділ ДДПУ імені Івана Франка, 2013. — 284 с.
- Чепіль М. Педагоги творять майбутнє: нарис про кафедру загальної педагогіки та дошкільної освіти / Марія Чепіль. — Дрогобич: Видавничий відділ Дрогобицького державного педагогічного університету імені Івана Франка, 2014. — 284 с. [Серія „Педагогіка в іменах“. Вип. 4] (17,8 др. арк.)
- Topical issues of future teachers’ training in Ukraine / Editors M. Chepil. O. Karpenko, J. Konaszewska. — Lublin: Wydawnictwo Uniwersytetu Marii Curie Skłodowskiej, 2014. — 238 s.
- Teacher education in Ukraine: historical experience and modern challenges / Edited by Mariya Chepil, Oresta Karpenko, Joanna Konaszewska. — Lublin: Wydawnictwo UMCS., 2014. — 284 s.
- Teacher education in Ukraine: historical experience and modern challenges» / Research work collection edited by Marii Chepil, Oresty Karpenko, Joanny Konaszewskiej. — Lublin 2014, UMCS. — 284 s.
- Topical issues of future teachers’ training in Ukraine / Editors M. Chepil. O. Karpenko, J. Konaszewska. — Lublin: Wydawnictwo Uniwersytetu Marii Curie Skłodowskiej, 2014. — 238 s.
- Чепіль М. М. Педагогічні технології: навчальний посбіник / Рек. Міністерством освіти і науки, молоді та спорту України як навчальний посібник для студентів вищих навчальних закладів (лист № 1/11 — 1506 від 22.02.11) / Марія Чепіль, Надія Дудник. — К. : Альматер, 2012. — 224 с.
- Чепіль М. Актуальні проблеми освіти: навч.-метод. посібник / Марія Чепіль, Анна Федорович. — Дрогобич: Ред.-вид. відділ Дрогобицького державного педагогічного університету імені Івана Франка, 2012. — 124 с.
- Чепіль М. М. Порівняльна педагогіка: навч. посіб. / М. М. Чепіль. — К. : Академвидав, 2014. — 216 с. (13,5 др.арк.) — (Серія «Альма-матер»)